# Adolf M. Birke
Adolf Mathias Birke (* 12. Oktober 1939 in Wellingholzhausen; † 10. August 2024 in Halle (Saale)) war ein deutscher Historiker und Professor für Neuere und Neueste Geschichte an der Universität München.

## Leben
Birke studierte Geschichte, politische Wissenschaft und Philosophie in Berlin und Cambridge. 1968 wurde er in Berlin über das Thema „Bischof Ketteler und der deutsche Liberalismus“ promoviert. Die Habilitation folgte 1976.
Birke war zunächst Privatdozent und ab dem Wintersemester 1978/79 Professor am Friedrich-Meinecke-Institut der Freien Universität Berlin. Von 1982 bis 1985 hatte er eine Professur für neuzeitliche Geschichte an der Universität Bayreuth inne. Von August 1985 bis August 1994 war er Direktor des Deutschen Historischen Instituts London. Nach seiner Rückkehr aus London lehrte er bis zur durch einen schweren Schlaganfall bedingten Emeritierung im Jahr 2000 an der Universität München.
Birke war Mitglied der Royal Historical Society und korrespondierendes Mitglied der Berliner Wissenschaftlichen Gesellschaft. Von 1982 bis 1995 war er Präsident der Prinz-Albert-Gesellschaft. Er war Mitglied der Vereinigung für Verfassungsgeschichte. Er wurde mit dem Verdienstorden der Bundesrepublik Deutschland ausgezeichnet.
Der Katholik Birke wurde nach dem Requiem in der Laurentiuskirche auf dem angrenzenden Laurentiusfriedhof am Neumarkt zu Halle beigesetzt. Er war in zweiter Ehe mit der Anglistin Sabine Volk-Birke verheiratet; die Anglistin Dorothee Birke und die Wirtschaftswissenschaftlerin Franziska Birke sind seine Töchter.

## Veröffentlichungen (Auswahl)
- Die Bundesrepublik Deutschland. Verfassung, Parlament und Parteien. 1945–1998 (= Enzyklopädie deutscher Geschichte, Bd. 41). 2. Auflage, Oldenbourg, München 2010, ISBN 978-3-486-59221-4.
- (Hrsg.): An Anglo-German dialogue. The Munich lectures on the history of international relations (= Prinz-Albert-Studien, Bd. 17). Saur, München 2000, ISBN 3-598-21417-0.
- Deutschland und Großbritannien. Historische Beziehungen und Vergleiche = Britain and Germany. Hrsg. von Franz Bosbach, Hermann Hiery, Saur, München 1999, ISBN 3-598-23000-1.
- (Hrsg.): Kommunale Selbstverwaltung. Geschichte und Gegenwart im deutsch-britischen Vergleich (= Prinz-Albert-Studien, Bd. 13). Saur, München 1996, ISBN 3-598-21413-8.
- (Hrsg.): Parteienverdrossenheit. Der Parteienstaat in der historischen und gegenwärtigen Diskussion. ein deutsch-britischer Vergleich (= Prinz-Albert-Studien, Bd. 12). Saur, München 1995, ISBN 3-598-21412-X.
- (Hrsg. mit Hermann Wentker): Deutschland und Rußland in der britischen Kontinentalpolitik seit 1815 (= Prinz-Albert-Studien, Bd. 11). Saur, München 1994, ISBN 3-598-21411-1.
- (Hrsg.): Föderalismus im deutsch-britischen Meinungsstreit. Historische Dimension und politische Aktualität (= Prinz-Albert-Studien, Bd. 10). Saur, München 1993, ISBN 3-598-21410-3.
- (Hrsg.): Akten der Britischen Militärregierung in Deutschland. Sachinventar 1945–1955. 11 Bände. Saur, München 1993, ISBN 3-598-22900-3.
- (Hrsg.): Großbritannien und Ostdeutschland seit 1918 (= Prinz-Albert-Studien, Bd. 9). Saur, München 1992, ISBN 3-598-21409-X.
- (Hrsg.): Britische Besatzung in Deutschland. Aktenerschließung und Forschungsfelder. Deutsches Historisches Institut, London 1992, ISBN 0-9511485-8-3.
- (Hrsg., mit Ronald G. Asch): Princes, patronage, and the nobility. The court at the beginning of the modern age c.1450–1650. Oxford University Press, Oxford 1991, ISBN 0-19-920502-7.
- (Hrsg.): Das gestörte Gleichgewicht. Deutschland als Problem britischer Sicherheit im 19. und 20. Jahrhundert (= Prinz-Albert-Studien, Bd. 8). Saur, München 1990, ISBN 3-598-21408-1.
- Nation ohne Haus. Deutschland 1945–1961 (= Siedler deutsche Geschichte, Reihe 2: Die Deutschen und ihre Nation, Bd. 6). Siedler-Verlag, Berlin 1989, ISBN 3-88680-052-0 (und weitere Auflagen und Ausgaben).
- (Hrsg., mit Günther Heydemann): Die Herausforderung des europäischen Staatensystems. Nationale Ideologie und staatliches Interesse zwischen Restauration und Imperialismus (= Veröffentlichungen des Deutschen Historischen Instituts London, Bd. 23). Vandenhoeck & Ruprecht, Göttingen 1989, ISBN 3-525-36308-7
- (Hrsg., mit Lothar Kettenacker): Bürgertum, Adel und Monarchie. Wandel der Lebensformen im Zeitalter des bürgerlichen Nationalismus (= Prinz-Albert-Studien, Bd. 7). Saur, München 1989, ISBN 3-598-21407-3.
- (Hrsg., mit Lothar Kettenacker): Wettlauf in die Moderne. England und Deutschland seit der industriellen Revolution (= Prinz-Albert-Studien, Bd. 6). Saur, München 1988, ISBN 3-598-21406-5.
- (Hrsg.): Die europäische Herausforderung. England und Deutschland in Europa : Britain and Germany in Europe (= Prinz-Albert-Studien, Bd. 5). Saur, München 1987, ISBN 3-598-21405-7.
- (Hrsg., mit Kurt Kluxen): England und Hannover (= Prinz-Albert-Studien, Bd. 4). Saur, München 1986, ISBN 3-598-21404-9.
- (Hrsg., mit Kurt Kluxen): Deutscher und britischer Parlamentarismus (= Prinz-Albert-Studien, Bd. 3). Saur, München 1985, ISBN 3-598-21403-0.
- (Hrsg., mit Kurt Kluxen): Kirche, Staat und Gesellschaft im 19. Jahrhundert. Ein deutsch-englischer Vergleich (= Prinz-Albert-Studien, Bd. 2). Saur, München 1984, ISBN 3-598-21402-2.
- (Hrsg., mit Kurt Kluxen): Viktorianisches England in deutscher Perspektive (= Prinz-Albert-Studien, Bd. 1). Saur, München 1983, ISBN 3-598-21401-4.
- Pluralismus und Gewerkschaftsautonomie in England. Entstehungsgeschichte einer politischen Theorie. Klett-Cotta, Stuttgart 1978, ISBN 3-12-910940-4 (zugleich: Habil.-Schrift, FU Berlin, 1976).
- Bischof Ketteler und der deutsche Liberalismus. Eine Untersuchung über das Verhältnis des liberalen Katholizismus zum bürgerlichen Liberalismus in der Reichsgründungszeit. Grünewald, Berlin 1971 (zugleich: phil. Diss., FU Berlin, 1968).

Festschrift
- Franz Bosbach, John R. Davis (Hrsg.): Prinz Albert. Ein Wettiner in Großbritannien (= Prinz-Albert-Studien, Bd. 22). Saur, München 2004, ISBN 3-598-21422-7.